# Tropicana Field
Tropicana Field – stadion baseballowy w St. Petersburgu w stanie Floryda, na którym swoje mecze rozgrywa zespół Tampa Bay Rays. 
Budowę obiektu rozpoczęto w 1986 roku, a do użytku oddano go 3 marca 1990. Początkowo nosił nazwę Florida Suncoast Dome, a w 1993 zmieniono ją na Thunderdome. W tym samym roku odbył się na nim pierwszy mecz NHL, którego gospodarzem był zespół Tampa Bay Lightning. 23 kwietnia 1996 zanotowano rekordową w historii zawodowej ligi hokejowej frekwencję, gdy spotkanie Lightning – Philadelphia Flyers obejrzało 28 183 widzów. Tampa Bay Lightning korzystali z obiektu do 1996 roku.
4 października 1996 stadion, ze względów sponsorskich, zmienił nazwę na Tropicana Field. Pierwszy mecz zawodowego baseballu odbył się 31 marca 1998, gdy zespół Tampa Bay Devil Rays podejmował Detroit Tigers. W latach 1996–1997 obiekt przeszedł renowację kosztem 85 milionów dolarów.
Na stadionie odbywały się również mecze halowego futbolu, tenisa i koszykówki. W 1990 mecze o Puchar Davisa zgromadziły na trybunach 53 150 widzów. W tym samym roku spotkanie towarzyskie pomiędzy Chicago Bulls a Seattle Supersonics obejrzało 25 710 kibiców, co było wówczas rekordem frekwencji na meczu koszykówki na Florydzie. 
Na obiekcie miały miejsce również koncerty, między innymi Metaliki, The Beach Boys, Johna Fogerty’ego oraz ZZ Top.